# EOS SAT-1
 (décembre 2023).
EOS SAT-1 est un satellite optique d'observation de la Terre pour la surveillance des terres agricoles d’EOS Data Analytics Inc., un fournisseur mondial d'analyse d'images satellites utilisant l'IA. Le satellite a été construit par le constructeur d'instruments d'optique spatiale et de satellites Dragonfly Aerospace et est équipé avec deux caméras haute résolution DragonEye.
Le satellite fonctionne au sein de la constellation EOS SAT (7 satellites prévus), la première constellation de satellites pour l'agriculture parmi les entreprises utilisant des technologies de télédétection.

## Caractéristiques
EOS SAT-1 est développé pour EOS Data Analytics, un fournisseur mondial d'analyse d'images satellites utilisant l'IA fondé par Max Polyakov (en). C’est le premier satellite de sa propre constellation EOS SAT qui aura une capacité d'imagerie quotidienne jusqu'à 1 million de kilomètres carrés et capturera des images dans 11 bandes spectrales pour l'agriculture. Les caméras satellites vont prendre des images panchromatiques et multispectrales.
Même avec un seul satellite de ce type dans l'espace, EOSDA permet à ses clients d’utiliser le potentiel de l'agriculture de précision, ce qui va permettre en outre réduire des émissions de CO2, diminuer la consommation d'énergie et d'eau, et recevoir plus d'avantages.
Quand les sept petits satellites optiques EOS SAT seront pleinement opérationnels, ils couvriront jusqu'à 100% des pays ayant les plus grandes terres cultivées et forêts, soit 98,5% de telles terres dans le monde. La constellation de satellites surveillera jusqu'à 12 millions kilomètres carrés par jour.

## Construction
EOS SAT-1 a été construit par Dragonfly Aerospace, entreprise sud-africaine où Max Polyakov dispose d'une part majoritaire.
Le moteur du satellite a été conçu par la société ukrainienne SETS (Space Electric Thruster Systems), et la société Flight Control Propulsion a effectué l'impression 3D des composants et la fabrication des éléments de structure. Le satellite fonctionnera sur une orbite héliosynchrone, fournissant des images constantes de la surface de la Terre éclairée par le Soleil.
EOS Data Analytics obtiendra des images satellites pour les traiter et fournira aux clients des données de qualité pour prendre des décisions éclairées dans le secteur agricole.

## Principales applications
Le satellite EOS SAT-1 est conçu pour observer la surface de la Terre dans les spectres optique et infrarouge. Il s'agit du premier satellite de la constellation spécifique pour surveiller les terres agricoles et forestières.
L'utilisation de la technologie satellitaire a le potentiel de :
1. Empêcher l'utilisation excessive de pesticides et d'engrais
2. Réduire le gaspillage alimentaire
3. Aborder les effets du changement climatique sur les terres agricoles et forestières
4. Prendre des décisions éclairées sur la base des données satellitaires obtenues pour atténuer la crise alimentaire
5. Réduire les émissions de CO2 (dioxyde de carbone) dans l'agriculture en optimisant les pratiques agricoles.

La télédétection par le satellite EOS SAT-1 vise à former une nouvelle approche durable de l'agriculture conformément aux 6 piliers des objectifs de développement durable (ODD) des Nations Unies :
1. Lutte contre le changement climatique et ses conséquences
2. Développer une infrastructure solide et implémentation des innovations
3. Assurer la disponibilité et l'utilisation durable de l'eau et de l'assainissement pour tous
4. Garantir des modèles de consommation et de production durables
5. Lutte contre la faim
6. Protéger et restaurer les écosystèmes terrestres.

## Spécifications
Une seule image satellite d’EOS SAT-1 couvre un territoire de 42 km de largeur et plus de 1 km de longueur. L'altitude de l'orbite héliosynchrone du satellite est de 520 à 560 km.
- Puissance moyenne en orbite : 140 W.
- Durée de vie de conception: 5-7 ans.
- Masse : 176,6400 kg.
- Tension électrique : 24,5 — 33,6 V.
- GSD (distance d'échantillonnage au sol) résolution :
  - panchromatique 1,4 m
  - multispectral 2,8 m
- Largeur de fauchée : double charge utile optique avec une largeur de fauchée de 44 km pour une altitude de 500 km.
- Bandes spectrales — 11 bandes pour l'agriculture[7] :
  - RVB
  - 2 bandes NIR
  - 3 bandes RedEdge
  - WaterVapor
  - Aerosol
  - Pan

## Lancement
Le satellite a été lancé le 3 janvier 2023 lors de la mission Transporter-6 de SpaceX. La fusée Falcon 9 a décollé de la Base de lancement de Cap Canaveral (CCSFS) et a lancé 114 engins spatiaux en orbite, dont le satellite EOS SAT-1,.

## Déroulement de la mission
Depuis le lancement en orbite terrestre basse, le satellite EOS SAT-1 a établi un contact et envoyé des télémétries et des données sur l'état de ses systèmes à la Terre.
Le satellite a passé des tests pendant 3 mois avant de devenir pleinement opérationnel. EOS Data Analytics prévoit de fournir les premières images satellite EOS SAT-1 en avril 2023.